# شریف خلیل
شریف خلیل (انگلیسی: Sherif Khalil؛ زادهٔ ۱۸ اوت ۱۹۸۲) بازیکن واترپلو اهل مصر بود.